# FC Nitra
FC Nitra is een Slowaakse voetbalclub uit de stad Nitra. De club werd in 1909 opgericht en is een van de oudste Slowaakse clubs.

## Geschiedenis

### Tsjecho-Slowakije
In 1959 promoveerde de club voor het eerst naar de hoogste klasse van het toenmalige Tsjecho-Slowakije. Na drie seizoenen werd de club tweede met slechts drie punten achterstond op kampioen AS Dukla Praag. Het succes kon niet worden doorgetrokken en het volgende seizoen degradeerde de club.
Van 1971 tot 1975 speelde de club opnieuw in de hoogste klasse, de tiende plaats was de hoogste die behaald werd. In 1979 keerde de club opnieuw terug en werd in 1982 vierde, in 1984 degradeerde de club opnieuw.
In 1986 keerde Nitra terug en in 1989 werd de derde plaats bereikt waardoor de club Europees mocht spelen. Na een zesde plaats in 1990 degradeerde Nitra weer in 1991. Na één seizoen promoveerde Nitra terug en werd twaalfde. Na de splitsing van het land in Tsjechië en Slowakije werd de club opgenomen in de Slowaakse hoogste klasse.

### Slowakije
In de nieuwe competitie kon de club de draai niet vinden en werd laatste in het eerste seizoen. Na één seizoen keerde de club terug en kon nu twee seizoenen standhouden. In 1998 promoveerde de club opnieuw en in 2000 moest de club gedwongen degraderen nadat de competitie van 16 naar 10 clubs teruggebracht werd.
De eerste twee seizoenen in de tweede klasse eindigde Nitra in de middenmoot maar in 2003/04 keerde het tij weer met een vierde plaats, het volgende seizoen werd zelfs een nieuwe titel behaald. Na enkele jaren afwezigheid op het hoogste niveau werd de terugkeer met een vijfde plaats gevierd.

## Naamsveranderingen
- 1909 — NYÖTTSO Nitra
- 1911 — NYTVE Nitra
- 1919 — Nyitrai SC Nitra
- 1921 — SK Nitra
- 1923 — AC Nitra
- 1948 — Sokol Nitra
- 1949 — ZSJ Sokol spojene zavody Nitra
- 1949 — ZK KP Nitra
- 1953 — DSO Slavoj Nitra
- 1956 — TJ Slovan Nitra
- 1966 — AC Nitra
- 1976 — TJ Plastika Nitra
- 1990 — FC Nitra

## Erelijst
- Slovenská národná futbalová liga: 1998, 2005
- 2. slovenská futbalová liga: 1995, 1998, 2005
- Intertoto Cup: 1972, 1973, 1980

## Eindklasseringen
| Seizoen   | №         | Clubs     | Divisie                     | Duels     | Winst     | Gelijk    | Verlies   | Doelsaldo | Punten    |
| Slowakije | Slowakije | Slowakije | Slowakije                   | Slowakije | Slowakije | Slowakije | Slowakije | Slowakije | Slowakije |
| --------- | --------- | --------- | --------------------------- | --------- | --------- | --------- | --------- | --------- | --------- |
| 1993–1994 | 12        | 12        | Corgoň Liga                 | 32        | 12        | 3         | 17        | 39–46     | 27        |
| 1995–1996 | 11        | 12        | Corgoň Liga                 | 22        | 3         | 4         | 15        | 20–47     | 13        |
| 1996–1997 | 16        | 16        | Corgoň Liga                 | 30        | 5         | 5         | 20        | 22–48     | 20        |
| 1997–1998 | 1         | 18        | 1. slovenská futbalová liga | 34        | 20        | 8         | 6         | 73–36     | 68        |
| 1998–1999 | 12        | 16        | Corgoň Liga                 | 30        | 7         | 7         | 16        | 28–48     | 28        |
| 1999–2000 | 13        | 16        | Corgoň Liga                 | 30        | 8         | 4         | 18        | 24–44     | 28        |
| 2000–2001 | 2         | 18        | 1. slovenská futbalová liga | 34        | 21        | 3         | 10        | 77–27     | 66        |
| 2001–2002 | 7         | 16        | 1. slovenská futbalová liga | 30        | 12        | 7         | 11        | 41–34     | 43        |
| 2002–2003 | 12        | 16        | 1. slovenská futbalová liga | 30        | 11        | 5         | 14        | 36–29     | 38        |
| 2003–2004 | 4         | 16        | 1. slovenská futbalová liga | 30        | 15        | 3         | 12        | 45–32     | 48        |
| 2004–2005 | 1         | 16        | 1. slovenská futbalová liga | 30        | 21        | 6         | 3         | 59–16     | 69        |
| 2005–2006 | 5         | 10        | Corgoň Liga                 | 36        | 12        | 9         | 15        | 42–48     | 45        |
| 2006–2007 | 6         | 12        | Corgoň Liga                 | 28        | 9         | 4         | 15        | 21–33     | 31        |
| 2007–2008 | 3         | 12        | Corgoň Liga                 | 33        | 17        | 6         | 10        | 40–26     | 57        |
| 2008–2009 | 11        | 12        | Corgoň Liga                 | 33        | 9         | 8         | 16        | 34–53     | 35        |
| 2009–2010 | 4         | 12        | Corgoň Liga                 | 33        | 14        | 6         | 13        | 42–20     | 48        |
| 2010–2011 | 8         | 12        | Corgoň Liga                 | 33        | 11        | 7         | 15        | 30–51     | 40        |
| 2011–2012 | 8         | 12        | Corgoň Liga                 | 33        | 9         | 12        | 12        | 33–39     | 39        |
| 2012–2013 | 10        | 12        | Corgoň Liga                 | 33        | 11        | 6         | 16        | 39–54     | 36        |
| 2013–2014 | 12        | 12        | Corgoň Liga                 | 33        | 6         | 8         | 19        | 33–63     | 26        |

## Slovan / FC Nitra in Europa
Uitslagen vanuit gezichtspunt FC Nitra
| Seizoen | Competitie    | Ronde        | Land                  | Club                  | Totaalscore | 1e W    | 2e W    | PUC |
| ------- | ------------- | ------------ | --------------------- | --------------------- | ----------- | ------- | ------- | --- |
| 1961    | Mitropacup    | Groep 2      | Vlag van Tsjechië     | Rode Ster Bratislava  | 4-3         | 4-3 (U) |         | 0.0 |
|         |               | Groep 2      | Vlag van Italië       | AC Torino             | 5-1         | 5-1 (T) |         | 0.0 |
|         |               | Groep 2 (1e) | Vlag van Oostenrijk   | SV Stickstoff Linz    | 4-4         | 4-4 (U) |         | 0.0 |
|         |               | 1/2          | Vlag van Italië       | Udinese Calcio        | 5-4         | 4-3 (T) | 1-1 (U) | 0.0 |
|         |               | F            | Vlag van Italië       | Bologna FC 1909       | 2-5         | 2-2 (T) | 0-3 (U) | 0.0 |
| 1989/90 | UEFA Cup      | 1R           | Vlag van Duitsland    | 1. FC Köln            | 1-5         | 1-4 (U) | 0-1 (T) | 0.0 |
| 2006    | Intertoto Cup | 1R           | Vlag van Luxemburg    | CS Grevenmacher       | 12-2        | 6-2 (T) | 6-0 (U) | 0.0 |
|         |               | 2R           | Vlag van Oekraïne     | Dnipro Dnipropetrovsk | 2-3         | 2-1 (T) | 0-2 (U) | 0.0 |
| 2008    | Intertoto Cup | 1R           | Vlag van Azerbeidzjan | Neftçi Bakoe          | 3-3 u       | 0-2 (U) | 3-1 (T) | 0.0 |
| 2010/11 | Europa League | 1Q           | Vlag van Hongarije    | Győri ETO             | 3-5         | 2-2 (T) | 1-3 (U) | 0.5 |

Totaal aantal punten voor UEFA coëfficiënten: 0.5

## Bekende (oud-)spelers
- Miroslav Barčík
- Igor Demo
- Miroslav König

- Ladislav Molnár
- Ľubomír Moravčík
- Róbert Semeník

- Miroslav Stoch
- Róbert Tomaschek
- Alexander Vencel

## Trainer-coaches
- Jozef Jarabinský (1985–1986)
- Milan Lešický (1989–1990)
- Pavel Hapal (2007–2008)
- Pavel Malura (2008)

- Marián Süttö (2008–2009)
- Petar Kurčubić (2009–2010)
- Ivan Galád (2010)
- Ivan Vrabec (2010–2011)

- Cyril Stachura (2011)
- Ladislav Jurkemik (2011–2012)
- Jozef Vukušič (2012–)